# Miktoniscus barri
Miktoniscus barri är en kräftdjursart som beskrevs av Albert Vandel1965. Miktoniscus barri ingår i släktet Miktoniscus och familjen Trichoniscidae. Inga underarter finns listade i Catalogue of Life.